# La congiura di San Marco
Pour plus de détails, voir Fiche technique et Distribution.
La congiura di San Marco (littéralement, La Conjuration de Saint-Marc) est un film italien réalisé par Domenico Gaido, sorti en 1924. 
Ce film muet en noir et blanc est la suite du film Il ponte dei sospiri (it), réalisé en 1921 par Gaido qui s'inspira d'une œuvre de l'écrivain français Michel Zévaco intitulée Le Pont des soupirs (1909). 
L'acteur principal est Amleto Novelli, qui mourra peu après la fin du tournage. 

## Synopsis
Le film est composé de quatre épisodes intitulés Il ruggito del leone (« Le Rugissement du lion »), Venezia rossa (« Venise (la) rouge »), Tra le spire dei serpenti (« Entre les anneaux des serpents »), et Il trionfo di Venezia (« Le Triomphe de Venise »). 
Venise, vers 1500. Devenu doge avec l'appui du peuple, Rolando Candiano doit faire face aux manigances des partisans de l'ancien doge Foscari qui parviennent à soulever les Vénitiens contre lui…

## Fiche technique
- Titre original : La congiura di San Marco
- Réalisation : Domenico Gaido
- Scénario : Domenico Gaido
- Scénographie : Domenico Gaido
- Directeur de la photographie : Carlo Pedrini, Giuseppe Paolo Vitrotti (it)
- Société de production : Pasquali & C. s.a.s.
- Pays de production :  Royaume d'Italie
- Langue : italien
- Format : Noir et blanc – 1,33:1 – 35 mm – Muet
- Genre : Film dramatique, Film historique
- Longueur de pellicule : 7 503 m
- Année : 1924
- Dates de sortie :
  - Italie : 30 novembre 1924

## Distribution
- Amleto Novelli : Rolando Candiano
- Ria Bruna : Leonora Dandolo
- Celio Bucchi : Scalabrino
- Bianca Stagno Bellincioni : Zanze
- Armand Pouget : Doge Foscari
- Emilio Vardannes : Stefano Donato
- Bianca Maria Hübner : Saita
- Arnaldo Arnaldi : Sorba
- Augusto Poggioli : Marco Bragadin
- Roberto Feliciano : Fedrigo
- Teresa Pasquali
- Federico Fissore
- Giacomo Bualò
- Rosetta Solari

## Accueil
Projeté dans toutes les grandes villes d'Italie, le film eut un très grand succès, grâce notamment à sa mise en scène et au jeu d'acteur d'Amleto Novelli qui interprète le rôle principal. 